# 梁東屏
梁東屏（英語：Dong-Ping Liang，1951年4月29日—），台灣資深媒體人、記者。畢業於中國文化大學新聞系。1989年至1998年擔任中國時報紐約新聞中心記者、主任。1998年至2012年擔任中國時報駐東南亞特派員。
曾任香港亞洲週刊、新加坡新明日報、新加坡品雜誌、台灣人間福報、卓越新聞電子報、優傳媒專欄作家。2002年隻身前往阿富汗採訪，獲得當年第十七屆吳舜文新聞獎採訪報導最優獎。2020年6月18日，開設個人Youtube頻道《梁東屏評東論西》。

## 著作
- 《一個人＠東南亞》（印刻出版，2006）
- 《閒走@東南亞》（印刻出版，2008）
- 《搖滾:狂飆的年代》（印刻出版, 2009）
- 《說三道四@東南亞》（印刻出版，2011）
- 《爛人情歌》（印刻出版，2012）
- 《醬油稀飯》（印刻出版，2015）
- 《閒嗑牙@東南亞》（印刻出版，2020）
- 《江南案槍手董桂森：我們是為了國家？！》（印刻出版，2020）

## 譯作
- 《種族戰爭》（遠足文化，2017）
- 《逃離東京審判--甲級戰犯大川周明的瘋狂人生》（遠足文化，2018）
- 《赫胥黎喻世人情故事集》（商周出版，2019）
- 《領導就是帶人從起點到完成目標》（商周出版，2020）
- 《慢慢致富--告別金錢焦慮，77天思考練習不再害怕負債、低薪、沒工作，打造財務幸福循環》（樂金文化，2020）
- 《哈佛商學院的雙贏談判課》（樂金文化，2020）
- 《當代財經大師的理財通識課--21招理財建議教你過上一個不缺錢的人生》（樂金文化，2021）
- 《當代財經大師的守錢致富課--22堂課教你戰勝市場、片子和你自己》（樂金文化，2021）
- 《排名詭計--了解社會遊戲的潛規則，讓你隨心所欲取得想要的排名!》（樂金文化，2021）
- 《交易未來的投機者》（樂金文化，2022）
- 《老富豪財富自由的秘密》（樂金文化，2022）
- 《你不是在當主管，你在當你自己》（樂金文化，2022）
- 《指數帝國揭密》（樂金文化，2023）

## 外部連結
- 梁東屏@評東論西的Facebook專頁
- YouTube上的梁東屏評東論西頻道
- https://www.youtube.com/channel/UCkvM3FCydh6hvYWZ4tUK1sA （页面存档备份，存于）